# زياد عبد الفتاح
زياد جميل عبد الفتاح هيجر (3 مارس 1939 – ) سياسي وكاتب وإعلامي وروائي فلسطيني، ولد في مدينة طولكرم الفلسطينية، وهو من قادة حركة فتح، ومن أبرز شخصيات الثورة الفلسطينية المعاصرة، ومؤسس ورئيس وكالة الأنباء الفلسطينية "وفا"، وعضو المجلس الوطني الفلسطيني في منظمة التحرير الفلسطينية لدورات عديدة، والرئيس السابق لكل من اتحاد وكالات الأنباء العربية، والهيئة العامة للاستعلامات الفلسطينية، والمكتبة الوطنية الفلسطينية، وهو من المقربين جدًا للرئيس ياسر عرفات، وقد شهد كافة الأحداث والوقائع إلى جانبه. يلقب زياد عبد الفتاح بلقب «أسطورة إعلام الثورة الفلسطينية».

## نشأته وحياته
ولد زياد جميل عبد الفتاح هيجر في الحي الغربي في مدينة طولكرم الفلسطينية بتاريخ 3 مارس 1939 في منزلٍ يقع بمحيط مدرسة الفاضلية ومعهد خضوري بالمدينة، تلقى تعليمه الابتدائي والإعدادي والثانوي في مدارس مدينته طولكرم، وأنهى الثانوية العامة في المدرسة الفاضلية العريقة بالمدينة.
حصل على دبلوم في التربية وعلم النفس، وعمل معلمًا لمدة ثلاث سنوات في عدد من المدارس، ثم انتقل إلى الكويت حيث عمل هناك معلمًا لمدة خمسة سنوات، وقد شهدت تلك الفترة آنذاك انطلاقة حركة فتح، فانتسب زياد إلى الحركة، ثم طلبت منه القيادة الفلسطينية عام 1968 الذهاب إلى مصر لتأسيس «إذاعة العاصفة» في القاهرة.
مع بداية العمل في القاهرة التحق زياد بجامعة عين شمس في تخصص الحقوق، حيث تخرج ونال الشهادة الجامعية لاحقًا في عام 1975. في عام 1971 أسس إذاعة درعا في سوريا وبعدها بتسعة أشهر انتقل إلى بيروت، حيث أسس هناك وكالة الأنباء الفلسطينية (وفا) عام 1972، وتولى مباشرة رئاستها بموجب قرار صدر عن منظمة التحرير الفلسطينية بتاريخ 5 يونيو 1972، كما تولى هناك رئاسة تحرير «مجلة فلسطين الثورة» وهي المجلة المركزية لمنظمة التحرير الفلسطينية.
في عام 1974 تولى رئاسة الفريق الإعلامي الفلسطيني في نيويورك حيث رافق ياسر عرفات إلى الجمعية العامة للأمم المتحدة، وفي عام 1978 تولى رئاسة اتحاد وكالات الأنباء العربية، وفي عام 1982 أسس «صحيفة المعركة» في بيروت تحت نيران الحرب، وقد نجا من الموت في أكثر من حادثة.
غادر بعد ذلك مع الرئيس ياسر عرفات إلى تونس، واستمر هناك في رئاسة وكالة الأنباء وفا حتى توقيع اتفاقية أوسلو وعودته إلى فلسطين عام 1994، ثم كلفه الرئيس ياسر عرفات مجدداً برئاسة وكالة وفا عقب الوصول إلى الوطن وتأسيس السلطة الوطنية الفلسطينية.
في 12 فبراير 1996 صدر مرسوم رئاسي من الرئيس ياسر عرفات يقضي بتأسيس الهيئة العامة للاستعلامات الفلسطينية، وتكليف زياد عبد الفتاح برئاستها كأول رئيس لها إلى جانب مهامه في وفا، وفي عام 1997 صدر مرسوم رئاسي يقضي بإنشاء المكتبة الوطنية الفلسطينية وكان زياد عبد الفتاح أول رئيس لها. كما تولى رئاسة تحرير «مجلة رؤية» المختصة بالشأن الفلسطيني والصادرة عام 2000 عن الهيئة العامة للاستعلامات. في تاريخ 26 مايو 2005 أنهى زياد عبد الفتاح رئاسته لكل من وكالة الأنباء الفلسطينية والهيئة العامة للاستعلامات الفلسطينية.
شارك زياد عبد الفتاح في عدد كبير من المؤتمرات العالمية والثقافية منها معرض القاهرة الدولي للكتاب، وقد زار معظم أقطار العالم خلال عمله الأدبي والإعلامي، كما انتخب في تونس عام 1986 رئيسًا لتحرير مجلة «لوتس» الأدبية الناطقة باسم اتحاد كتاب آسيا وأفريقيا لمدة خمسة أعوام حتى توقفت عن الصدور عام 1990. وهو أحد مؤسسي الاتحاد العام للكتاب والصحفيين الفلسطينيين، وعضو الأمانة العامة لاتحاد الصحفيين العرب.

## مؤلفاته
- «بلاغ خاص لأحد الرجال العاديين»، مجموعة قصصية، صدرت عام 1976.[19]
- «قمر على بيروت»، مجموعة قصصية، عام 1982، وصدرت عن دار العودة.[20]
- «قطة سوداء في الشارع الأخير»، صدرت عام 1984.[21]
- «الأسنان البيضاء»، صدرت عام 1986.[18]
- «وداعًا مريم»، صدرت بتاريخ 1 يناير 1992، عن دار ابن رشد للطباعة والنشر في بيروت.[22]
- «المعبر»، رواية، صدرت عام 2002، عن دار الهلال للطباعة في القاهرة.[23]
- «ما علينا»، رواية، صدرت عام 2004 عن دار الهلال في القاهرة.[24]
- «دار الجيش»، رواية، صدرت عام 2010، القاهرة.[25]
- «ورق حرير»، رواية، صدرت عام 2014، عن دار ميريت للنشر بالقاهرة.[26]
- «البحر يغضب»، مجموعة قصصية، عام 2014، عن دار الرعاة للنشر.[27]
- «القرى المهجرة»، كتاب صدر عام 2015.[28]
- «الرتنو»، راوية، صدرت بتاريخ 12 ديسمبر 2017، عن دار كل شيء للنشر، بحضور وزير الثقافة الفلسطيني إيهاب بسيسو،[29] وتقع في 324 صفحة.[30]
- «صاقل الماس»، كتاب صدر عام 2019، عن دار كل شيء للنشر، ويقع الكتاب في 308 صفحة،[31] وقد كشف فيه زياد عبد الفتاح عن معلومات تنشر لأول مرة عن صديقه المقرب الشاعر محمود درويش. يذكر بأن زياد عبد الفتاح كتب برفقة محمود درويش كافة خطابات الرئيس ياسر عرفات.[32][33]

## أوسمة
- في 1996، قلده الرئيس الفلسطيني ياسر عرفات بوسام القدس للثقافة والآداب والفنون.

- في 25 فبراير 2020،[34] قلده الرئيس الفلسطيني محمود عباس بوسام الثقافة والعلوم والفنون من مستوى التألق، وهو من أرفع الأوسمة الفلسطينية،[11] وذلك تقديرًا لمسيرته الوطنية والأدبية والإعلامية، وجرى ذلك في مقر الرئاسة الفلسطينية وبحضور عدد من أعضاء القيادة الفلسطينية.[35]

## وصلات خارجية
- صورة: الرئيس الفلسطيني محمود عباس يقلد زياد عبد الفتاح بوسام الثقافة والعلوم والفنون من مستوى التألق، 25 فبراير 2020، (وكالة الأنباء الفلسطينية).
- زياد عبد الفتاح على موقع أرشيف الشارخ.
- زياد عبد الفتاح على موقع المكتبة المفتوحة (الإنجليزية)